# مطار هانوفر لانغنهاغن
مطار هانوفر لانغنهاغن (إياتا: HAJ، إيكاو: EDDV) هو مطار دولي رئيسي يخدم مدينة هانوفر في ألمانيا. ويقع في لانغنهاغن على بعد 11 كم إلى الشمال من وسط مدينة هانوفر.عاصمة ولاية ساكسونيا السفلى الألمانية وهو تاسع أكبر مطار في ألمانيا.

## نبذة تاريخية
افتتح المطار في عام 1952، ليحل محل المطار القديم داخل حدود مدينة هانوفر. في عام 1973 تم افتتاح صالتي سفر حديثتين تطابق في تصميمها النموذج الأصلي لمطار شيريميتييفو الدولي في موسكو. هذه الصالات A، B مجهزة لوقوف اثني عشر طائرة في نفس الوقت ولا تزال في الخدمة حتى اليوم. في عام 1998 تم افتتاح أكبر صالة لاستيعاب المزيد من الركاب، مضيفا 8 بوابات أكثر. ويمكن خدمة ما يصل إلى 33 طائرة في وقت واحد، الصالة D هي إعادة لبناء حظيرة تستخدم حصرا من قبل سلاح الجو الملكي لتزويد القوات البريطانية في شمال ألمانيا.
في حين أنه في السنوات الأولى كان أكثر حركة المرور في المطار تمر عبر مطار فرانكفورت، في حين أنه اليوم يتم تسيير رحلات إلى العديد من الوجهات الأوروبية مباشرة. هناك خدمات لمعظم العواصم الأوروبية والمدن الكبرى، وكذلك إلى وجهات العطلات الرئيسية مثل مايوركا في إسبانيا أو مصر. في التسعينات أوقفت التجارب لإنشاء خدمات عبر القارات إلى الولايات المتحدة وكندا بسبب انخفاض عدد الركاب. منذ نهاية الحرب الباردة أصبح المطار الألماني الرئيسي لخدمات بلدان الكتلة الشرقية السابقة إلى جانب مطار فرانكفورت الدولي.

## شركات الطيران والوجهات

### الركاب
تقدم شركات الطيران التالية رحلات إلى مطار هانوفر.
| شركـات طيـران                   | الوجهات |
| ------------------------------- | --- |
| طيران إيجيان                    | موسمي: مطار أثينا الدولي، Thessaloniki |
| إير كايرو                       | مطار الغردقة الدولي موسمي: مطار مرسى علم الدولي |
| الخطوط الجوية الفرنسية          | مطار باريس شارل ديغول |
| طيران صربيا                     | مطار نيكولا تسلا في بلغراد |
| طيران البلطيق                   | موسمي: مطار ريغا الدولي |
| الأناضول جت                     | مطار صبيحة كوكجن الدولي موسمي: مطار إيسنبوغا الدولي، مطار أنطاليا |
| الخطوط الجوية النمساوية         | مطار فيينا الدولي |
| الخطوط الجوية البريطانية        | مطار لندن هيثرو |
| Corendon Airlines               | Fuerteventura، مطار غران كناريا، مطار الغردقة الدولي، مطار لانزاروت، مطار ميورقة، مطار تينيريفي الجنوبي موسمي: مطار أضنة شاكرباشا، مطار أنطاليا، مطار ميلاس بودروم، Corfu، مطار ديار بكر، مطار كاندية الدولي ‏، مطار عدنان مندريس، Kayseri، Kos، مطار مرسى علم الدولي، Rhodes، Samsun                                                      |
| European Air Charter            | موسمي عارض: Burgas، Varna |
| يورو وينجز                      | مطار ميورقة، مطار بريشتينا الدولي موسمي: مطار غران كناريا (تستأنف 29 أكتوبر 2023)، مطار تينيريفي الجنوبي (تستأنف 30 أكتوبر 2023)، Thessaloniki |
| فلاي أربيل                      | مطار أربيل الدولي |
| Freebird Airlines               | موسمي: مطار أنطاليا |
| الخطوط الجوية الملكية الهولندية | مطار سخيبول أمستردام |
| لوفتهانزا                       | مطار فرانكفورت، مطار ميونخ الدولي |
| Mavi Gök Airlines               | موسمي عارض: مطار أنطاليا |
| الطيران الجديد تونس             | موسمي: مطار الحبيب بورقيبة الدولي |
| خطوط بيغاسوس                    | مطار صبيحة كوكجن الدولي موسمي: مطار أنطاليا |
| الخطوط الجوية الإسكندنافية      | مطار كوبنهاغن |
| Southwind Airlines              | موسمي عارض: مطار أنطاليا |
| صن إكسبريس                      | مطار أضنة شاكرباشا، مطار إيسنبوغا الدولي، مطار أنطاليا، مطار ديار بكر، مطار عدنان مندريس موسمي: مطار ميلاس بودروم، مطار غازي عنتاب الدولي، Kayseri |
| الخطوط الجوية الدولية السويسرية | مطار زيورخ الدولي |
| توي فلاي ألمانيا                | Boa Vista ‏، Fuerteventura، مطار كريستيانو رونالدو، مطار غران كناريا، مطار الغردقة الدولي، مطار لانزاروت، مطار ميورقة، Sal، مطار تينيريفي الجنوبي موسمي: Corfu، مطار دالامان، مطار النفيضة الحمامات الدولي (تستأنف 1 مايو 2024)، مطار فارو، مطار كاندية الدولي ‏، مطار إيبيزا، مطار خيريز، Kos، مطار لارنكا الدولي، Menorca، Patras، Rhodes |
| الخطوط التونسية                 | موسمي: مطار جربة جرجيس الدولي |
| الخطوط الجوية التركية           | مطار إسطنبول الدولي موسمي: مطار أضنة شاكرباشا |
| فولوتيا                         | موسمي: مطار تولوز بلانياك |
| خطوط فيولينغ الجوية             | مطار برشلونة الدولي |

### الشحن
| شركـات طيـران              | الوجهات                                     |
| -------------------------- | ------------------------------------------- |
| خطوط أي إس إل فرنسا الجوية | مطار برلين براندنبرغ، مطار باريس شارل ديغول |
| ASL Airlines Ireland       | مطار كاتوفيتشي، مطار مالبينسا               |
| فيديكس إكسبرس              | مطار باريس شارل ديغول                       |

## الإحصائيات
شاهد source Wikidata query and sources.
| السنة | الركاب    | % التغير |
| ----- | --------- | -------- |
| 2000  | 5،530،284 |          |
| 2001  | 5،157،558 | ▼ -6.7%  |
| 2002  | 4،751،921 | ▼ -7.8%  |
| 2003  | 5،044،870 | ▲ 6.1%   |
| 2004  | 5،249،169 | ▲ 4.0%   |
| 2005  | 5،637،385 | ▲ 7.4%   |
| 2006  | 5،699،299 | ▲ 1.1%   |
| 2007  | 5،644،582 | ▼ -1%    |
| 2008  | 5،637،517 | ▼ -0.1%  |
| 2009  | 4،969،799 | ▼ -11.8% |
| 2010  | 5،059،800 | ▲ 2%     |
| 2011  | 5،340،264 | ▲ 5.5%   |
| 2012  | 5،287،831 | ▼ -1%    |
| 2013  | 5،234،909 | ▼ -1%    |
| 2014  | 5،291،981 | ▲ 1%     |
| 2015  | 5،452،669 | ▲ 3%     |
| 2016  | 5،408،814 | ▼ -1%    |
| 2017  | 5،870،104 | ▲ 8.5%   |
| 2018  | 6،324،634 | ▲ 7.7%   |
| 2019  | 6،301،366 | ▼ -0.4%  |
| 2020  | 1،452،333 | ▼ -76.9% |
| 2021  | 2،057،452 | ▲ +41،7% |

## وصلات خارجية
- مطار هانوفر لانغنهاغن (الموقع الرسمي)